# بایه د لسا
بایه د لسا (به اسپانیایی: Valle de Losa) یک شهرستان در اسپانیا است که در استان بورگس واقع شده‌است.

## خصوصیات
بایه د لسا ۲۲۶ کیلومترمربع مساحت و ۶۲۱ نفر جمعیت دارد.